# Piracanjuba
| \| Piracanjuba \|                        |
| Lage der Kleinstadt Piracanjuba in Goiás |
| Piracanjuba                              |

| Piracanjuba |

Piracanjuba ist eine politische brasilianische Gemeinde und Kleinstadt im Bundesstaat Goías in der Mikroregion Meia Ponte.
Der Gemeindenamen ist indigenen Ursprungs und bedeutet etwa „Gelbkopffisch“ (Brycon orbignyanus). In der Tupi-Sprache steht Pira für Fisch, acanga oder acã für Kopf und yuba für gelb, blond.

## Geographische Lage
Piracanjuba grenzt
- im Norden an Bela Vista de Goiás
- im Osten an Cristianópolis und Santa Cruz de Goiás
- im Süden an Caldas Novas und Morrinhos
- im Südwesten an Mairipotaba
- im Westen an Professor Jamil
- im Nordwesten Hidrolândia

Das Gemeindegebiet entwässert nach Süden in das Paraná-Becken. Die zwei größten Flüsse sind der Rio Meia Ponte im Westen als rechter Zufluss in den Rio Paranaíba und im Osten der Rio Piracanjuba als rechter Zufluss in den Itumbiara-Stausee.